# Felicio Brown
Felicio Anando Brown Forbes (Berlino, 28 agosto 1991) è un calciatore tedesco naturalizzato costaricano, attaccante dello Yanbian Longding.